# NetworkManager
NetworkManager — комп'ютерна програма для управління мережевими з'єднаннями в Linux. Проєкт у 2004 році розпочала компанія Red Hat з ціллю полегшити користувачам роботу з сучасними комп'ютерними мережами, зокрема з бездротовими.
NetworkManager складається з двох компонентів:
- служба, що управляє з'єднаннями та звітує про зміни у мережі
- графічний стільничний аплет для маніпуляції мережевими з'єднаннями. Аплет nmcli забезпечує схожу функціональність через командний рядок.

NetworkManager використовує D-Bus, udev і DeviceKit (починаючи з версії 0.8).
Види підтримуваних з'єднань
- Ethernet
- PPPoE
- xDSL
- VPN : 
  - PPTP (NetworkManager-pptp)
  - L2TP реалізується за допомогою Openswan (NetworkManager-openswan).
  - OpenVPN (NetworkManager-openvpn)
  - VPNC (NetworkManager-vpnc)
  - Openconnect (NetworkManager-openconnect)
- Бездротові: Wi-Fi, Bluetooth (спільно з Gnome-bluetooth)
- Мобільні: GPRS , 3G тощо — спільно з ModemManager і Mobile-broadband-provider-info [3] .

Для використання NetworkManager в графічному інтерфейсі існує програма network-manager-applet, яка відповідає стандарту FreeDesktop.org System Tray Protocol, включаючи GNOME, KDE, Xfce.

## Дивись також
- Wicd
- ModemManager